# Volcanosuchus statisticae
Volcanosuchus statisticae — викопний вид плазунів родини Parasuchidae ряду фітозаврів (Phytosauria), що існував у тріасовому періоді (245 — 235 млн років тому). Описаний у 2020 році.

## Назва
Родову назву Volcanosuchus дано через те, що на черепі рептилії є випуклість, яка схожа на вулканічний кратер. Видова назва V. statisticae присвячена Індійському інституту статистики в Колкаті, при якому функціонує Національна школа палеонтології хребетних.

## Рештки
Фрагмент черепа крокодилоподібної рептилії знайдено у тріасових відкладеннях формації Тікі в басейні Рева Гондвана в штаті Мадх'я-Прадеш (Індія). 

## Спосіб життя
Це був прісноводний хижак, що вів спосіб життя подібний до сучасних крокодилів.